# خايمي جونيور
خايمي جونيور هو لاعب كرة قدم برازيلي في مركز الوسط، ولد في 27 أبريل 1979 في البرازيل. لعب مع أونياو ليريا وإستريلا دا أمادورا وسبورتينغ براغا ونادي ليتشويس.